# Passiflora serrulata
Passiflora serrulata là một loài thực vật có hoa trong họ Lạc tiên. Loài này được Jacq. mô tả khoa học đầu tiên năm 1767.